# Ana Beatriz Correa
Ana Beatriz Correa (ur. 7 lutego 1992 w Sorocaba) – brazylijska siatkarka, reprezentantka kraju, grająca na pozycji środkowej. 

## Sukcesy klubowe
Puchar Brazylii:
- 2008, 2018

Mistrzostwo Brazylii:
- 2012
- 2009, 2014, 2017, 2025[4]
- 2015, 2021

Klubowe Mistrzostwa Ameryki Południowej:
- 2009, 2012, 2014

Klubowe Mistrzostwa Świata:
- 2012
- 2014

Puchar Challenge:
- 2022[5]

## Sukcesy reprezentacyjne
Mistrzostwa Świata Kadetek:
- 2009

Mistrzostwa Świata Juniorek:
- 2011

Grand Prix:
- 2017

Puchar Wielkich Mistrzyń:
- 2017

Liga Narodów:
- 2019, 2021

Mistrzostwa Ameryki Południowej:
- 2019, 2021

Igrzyska Olimpijskie:
- 2020

## Nagrody indywidualne
- 2009: Najlepsza blokująca Mistrzostw Świata Kadetek
- 2017: Najlepsza środkowa Grand Prix
- 2018: Najlepsza blokująca brazylijskiej Superligi w sezonie 2017/2018
- 2019: Najlepsza środkowa Ligi Narodów
- 2019: Najlepsza środkowa Mistrzostw Ameryki Południowej